# 辛德斯巴赫河
50°3′19.6″N 9°38′32″E / 50.055444°N 9.64222°E

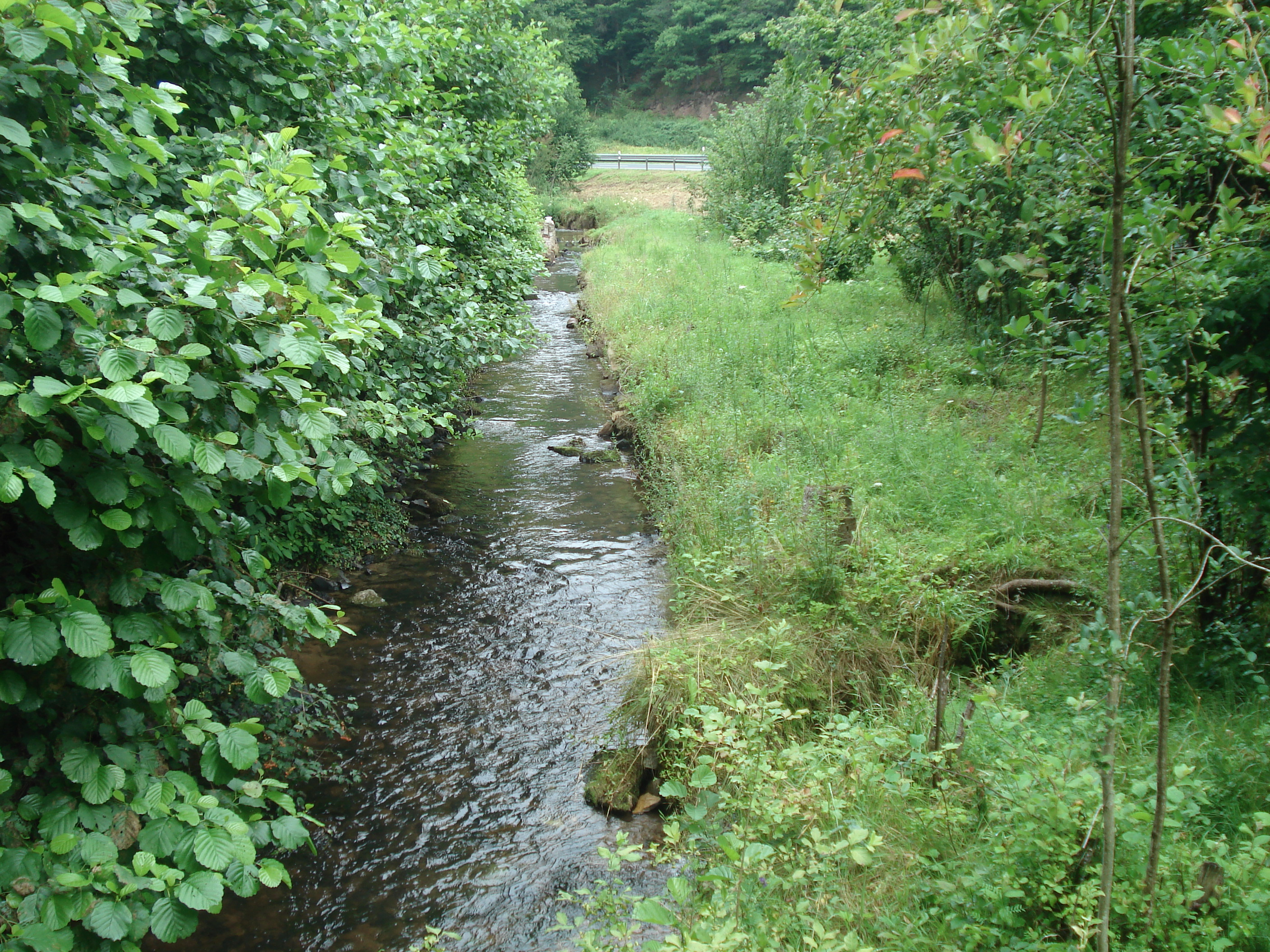

辛德斯巴赫河（德語：Sindersbach），是德國的河流，位於該國東南部，由巴伐利亞負責管轄，屬於美因河的右支流，河道全長9公里，流域面積40.6平方公里。